# Кьонмьон
Кьонмьон (кор. 경명, 景明, Gyeongmyeong, Kyŏngmyŏng; пом. 924) — корейський правитель, п'ятдесят четвертий володар (ван) держави Сілла.

## Правління
Був старшим сином вана Сіндока. За його правління більша частина колишніх територій була вже розділена між новоствореними Хупекче і Тхебон.
918 року Тхеджо повалив вана Кун Є, правителя Тхебону, та заснував нову державу — Корьо. Кьонмьон об'єднався з новим володарем задля відбиття нападу Хупекче 920 року. Втім після того більшість воєначальників залишили військо Сілли та перейшли на бік Корьо, тому Кьонмьон опинився ще в більш скрутному становищі, ніж був до того.
Ван намагався отримати допомогу від Тан і відряджав туди посланців з даниною, втім марно.
Після смерті Кьонмьона 924 року, трон зайняв його молодший брат Кьоне.